# Santiago del Tormes
Santiago del Tormes è un comune spagnolo di 229 abitanti situato nella comunità autonoma di Castiglia e León.